# Les Bowie
Les Bowie (* 10. November 1913; † 27. Januar 1979) war ein kanadischer Spezialeffektkünstler, der vor allem für seine Arbeit für britische Studios bekannt war.

## Leben
Bowies Talent wurde während des II. Weltkrieges entdeckt, als Bowie im selben Kriegsgefangenenlager mit einem Produzenten der Rank Organisation war. 1946 begann er für dieses Unternehmen als Maler von Filmkulissen zu arbeiten. Les Bowie lernte bald das Matte Painting und gestaltete diesen Vorgang derartig effektiver, dass die Herstellung der Mattes nicht mehr Wochen oder Monate dauerte, sondern nur einen Tag. Er stieg hierdurch zum Leiter der Matte-Abteilung in den Pinewood Studios auf. 1950 gründete er mit Vic Margutti ein Unternehmen für Spezialeffekte, Bowie-Margutti Films (Bowie Margutti Ltd.). Nachdem Margutti zu Pinewood zurückgekehrt war, war er zunächst Für Leiter einer separaten Abteilung der Anglo-Scottish Films, bevor er Bowie Films gründete. Diese Firma für Spezialeffekte beschäftigte auf ihrem Höhepunkt 75 Personen.

## Werk
Im Laufe seiner mehr als dreißig Jahre in der Filmbranche erstellte Bowie Spezialeffekte vor allem für billigere britische Produktionen. Er war verantwortlich hierfür bei den meisten Horrorfilmen der Hammer Studios. Spezialeffekte von Bowie wurden auch für Science-Fiction-Filme wie Schock  (1955) und Feinde aus dem Nichts (1957) genutzt.
Zum Ende seiner Karriere war Les Bowie an großen amerikanischen Produktionen wie Krieg der Sterne (1977) und Superman (1978) beteiligt. Für Superman wurde er bei der Oscarverleihung 1979 zusammen mit Colin Chilver, Denys Coop, Roy Field, Derek Meddings und Zoran Perisic mit dem Special Achievement Award ausgezeichnet, konnte den Preis aber nicht mehr persönlich entgegennehmen, da er im Januar 1979 verstorben war. Für diese Arbeit wurde er 1979 auch mit dem British Academy Film Award für besten britischen Beitrag zum Kino ausgezeichnet.